# 道首名
道 首名（みち の おびとな）は、飛鳥時代から奈良時代初期にかけての貴族。姓は君または公。官位は正五位下・筑後守、贈従四位下。
大宝律令の選定に携わる一方、地方官としても治績を挙げ、死後も長く良吏として記憶された。

## 出自
道氏は大彦命の孫・屋主田心命の後裔とし阿倍氏の一族を称した、北陸地方の地方豪族。首名はその枝族で阿倍氏との関係から中央に進出したとする説がある。やや先行するが、同族と思われる道伊羅都売が天智天皇の夫人となり施基皇子（光仁天皇の父）を生んでいる。ただし首名との関係は不明。

## 経歴

### 律令撰定
青年の頃から律令を学び、官吏の職務に明るかったという。文武天皇4年（700年）大宝律令撰定の功により禄を与えられた（この時位階は追大壱）。律令撰定に携わった19名のうち、首名は唯一律令を専修していたとされる。大宝元年（701年）4月に右大弁・下毛野古麻呂らと共に諸官人に対して新たな令（大宝令）の講説を、6月には大安寺で僧尼令の講説を行っている（この時の位階は正七位下）。
和銅4年（711年）従五位下に叙爵。和銅5年（712年）9月に平城京へ遷都後初の遣新羅大使に任ぜられ、10月に辞見し、翌和銅6年（713年）8月に帰還している。

### 良吏として
同年8月に筑後守に任ぜられ、肥後守も兼任した。任地においては、人々に生業を勧め、耕作経営や耕地に果樹や野菜を植えること、鶏や豚の飼育方法まで規定を制定し、時宜を尽くした方法を教えた。またしばしば任地を巡行し、教えに従わない者に対しては程度に応じて処罰を加えた。当初、人々は内心恨んで罵ったりしていたが、収穫が増えるにつれてみな喜び従うようになり、1,2年のうちに国中の人々がみな従うようになったという。また溜池や堤防を築いて灌漑を広め、安定した水稲耕作を可能にした。肥後国の味生池（あじうのいけ）や筑後国の数々の溜池は首名が造ったものという。この地の人々がその後もこの水利の恩恵を受けて生活が充足しているのは首名のおかげであるとされた。
青木和夫は、首名が律令を学ぶ傍らで中国の農業書をも読んでいたと推定しており、そのために先進的な中国の技術を用いた農事指導、溜池築造を行えたのだろうと述べている。

### 顕彰
地方官を務める傍ら、和銅8年（715年）従五位上、養老2年（718年）正五位下と昇進したが、筑後守在任のまま同年4月10日卒去。任地の人々は没後首名を祠り、また官吏の任務について語る者は彼を範として賞賛したという。
『続日本紀』には首名の詳細な卒伝が載せられており、卒伝の記載が原則として淳仁朝以降の、それも四位以上の官人に限られていた同書においては例外的である。これについては、桓武天皇在位中に撰定された『続日本紀』において、首名の出身氏族である道氏が桓武天皇の外戚であったため（先述のとおり同族とみられる道伊羅都売は桓武の曾祖母）、それを顕彰する意味を持たせたものとの説がある。
後年、首名の孫・道広持が承和2年（835年）に当道朝臣と改姓された際にも、首名の事跡が永らく遺愛されていたとされる。さらには、首名が没して約150年後の貞観7年（865年）には良吏であったという理由で、従四位下の位階を追贈されている。
中央でのこのような顕彰とは別に、彼の任地であった筑後・肥後地域では、卒伝にある通り後年（一部では現在）まで彼が祀られて信仰が続いている。

## 漢詩作品
『懐風藻』には首名による五言詩が一首収載されている。
正五位下筑後肥後守道公首名 一首 年五十六　　　　　
　　　　五言 秋宴 一首　　　　　　　　　　　
望苑商気艶 鳳池秋水清 晩燕吟風還 新雁払露驚

昔聞濠梁論 今弁遊魚情 芳筵此僚友 追節結雅声

## 官歴
『六国史』による。
- 和銅4年（711年） 4月7日：従五位下
- 和銅5年（712年） 9月19日：遣新羅大使
- 和銅6年（713年） 8月26日：筑後守
- 時期不詳：兼肥後守[3]
- 和銅8年（715年） 正月10日：従五位上
- 養老2年（718年） 正月5日：正五位下
- 貞観7年（865年） 11月2日：贈従四位下